# Nodwell Peaks
Nodwell Peaks är en bergstopp i Antarktis. Den ligger i Västantarktis. Argentina, Chile och Storbritannien gör anspråk på området. Toppen på Nodwell Peaks är 780 meter över havet.
Terrängen runt Nodwell Peaks är huvudsakligen kuperad. Trakten är obefolkad. Det finns inga samhällen i närheten. 